# Municipio de Ivy Hill
El municipio de Ivy Hill (en inglés: Ivy Hill Township) es un municipio ubicado en el  condado de Haywood en el estado estadounidense de Carolina del Norte. En el año 2010 tenía una población de 4.866 habitantes.

## Geografía
El municipio de Ivy Hill se encuentra ubicado en las coordenadas 35°31′21.37″N 83°4′18.51″O / 35.5226028, -83.0718083.